# Het Rijks

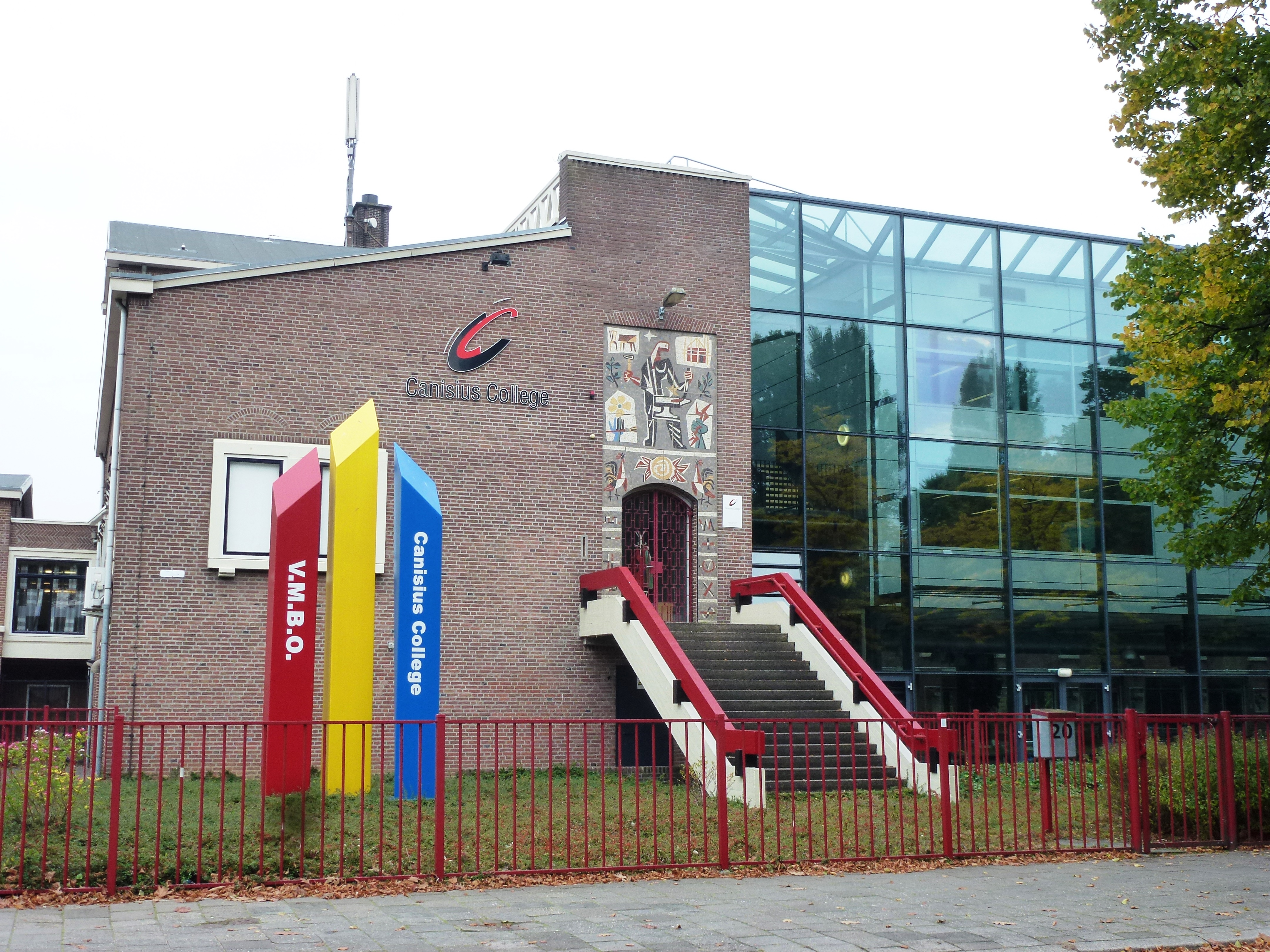
Goffertweg 20, Nijmegen

Het Rijks, voorheen bekend als Poels-Roncalli of Dr. Poels, is een vmbo-school in Nijmegen waarvan de wortels teruggaan tot 1949.

## Gebouw
Het gebouw aan de Goffertweg 20 te Nijmegen is ontworpen door architect Cees Pouderoyen en opgeleverd in 1957. In dat jaar verhuisde de Dr. Poelsschool aan de Smetiusstraat thans bekend als Kolpinghuis, inclusief de noodlokalen elders in de stad, naar dit nieuwe gebouw aan de Goffertweg tegenover de Goffertboerderij aan de rand van het Goffertpark.

## Geschiedenis

### 1949 - 1986 Katholieke technische school Dr. Poels
De school heeft een geschiedenis van fusies en naamsveranderingen. Hij heeft zijn oorsprong bij de Kolpingvereniging Nijmegen die ter plaatse bekend vanwege de woningbouwvereniging 'Kolping', maar ook de eerste school op nijverheidsgebied in Nijmegen is door de Kolpingvereniging opgericht. Later werd deze omgedoopt tot Rooms Katholieke school voor Ambacht en Techniek 'Dr. Poels' (1868-1948), naar een voorman van de katholieke sociale beweging. In de volksmond was deze school beter bekend als de koksschool vanwege de opleiding consumptieve techniek.

### 1986 - 1994 Katholieke technische school Poels-Roncalli
In de jaren 80 van de vorige eeuw fuseerde deze school met de LTS Roncalli gelegen aan de Energieweg 35 in Nijmegen. Na enige tijd vond de verhuizing plaats en trok de Roncalli in bij de Dr. Poels.

#### Vakrichtingen Poels-Roncalli
De opleidingen aan de Poels-Roncalli hadden een duur van vier jaar. In de bovenbouw, de laatste twee jaar, was het mogelijk om een vakrichting te kiezen. De richtingen waren:
- Elektrotechniek
- Consumptieve techniek: koken/serveren en brood/banket
- Metaaltechniek
- Installatietechniek
- Motorvoertuigentechniek
- Transport & logistiek
- Bouwtechniek: banktimmeren en metselen

#### Onderwijsniveaus Poels-Roncalli
De leerling kon kiezen uit een viertal niveaus: A, B, C of D. De theoretische kennis van een lbo C- of D-diploma stond gelijk aan mavo C of D plus de vakkennis. Voor leerlingen die liever een beroep leerden zonder veel zware theorie was het LBO-B-programma bestemd. Leerlingen die veel moeite ondervonden met het leren van veel theorie konden het A-programma volgen. Veel leerlingen uit het IBO (Individualiserend Beroepsonderwijs) volgden een A-programma.

### 1994 - 1995 PPK College (Pius / Poels-Roncalli / Kronenburg)
In de jaren 1990 resulteerde een volgende fusie in het PPK-College. Een fusie van de Poels-Roncalli, Scholengemeenschap De Kronenburg en de Pius XII mavo. Opvallend hierbij is dat het beroepsonderwijs werden gefuseerd met algemeen voortgezet onderwijs en dat twee rooms-katholieke scholen samen gingen met een oecumenische scholengemeenschap.

### 1995 - 2016 Canisius College locatie De Goffert
Op 1 augustus 1995 fuseerde dit PPK-College met het Canisius College. Dit resulteerde in de school genaamd: Canisius College locatie De Goffert. Hier werd een deel van het vbmo-onderwijs van het Canisius College gegeven, waaronder het lwoo.

### 2016 - heden Het Rijks
Op 1 april 2016 is dit 'Canisius College locatie De Goffert' gefuseerd met het Kandinsky College locatie Hatertseweg en werd de nieuwe naam: "Het Rijks". Sinds 4 november 2016 is dit geen nevenvestiging meer van het Canisius College.